# Alacurt estel·lat
L'alacurt estel·lat (Heteroxenicus stellatus) és una espècie d'ocell de la família dels muscicàpids (Muscicapidae) i única espècie del gènere Heteroxenicus, si bé molts autors l'han ubicat a Brachypteryx. Habita zones d'arbusts o malesa del nord de l'Índia, sud-est del Tibet, nord-est de Myanmar i zona limítrofa del sud de la Xina i nord-oest del Vietnam.